# 10134 Joycepenner
10134 Joycepenner eller 1993 HL6 är en asteroid i huvudbältet som upptäcktes den 17 april 1993 av den belgiske astronomen Henri Debehogne vid La Silla-observatoriet. Den är uppkallad efter Joyce E. Penner.
Asteroiden har en diameter på ungefär 5 kilometer.